# Блашковец
Блашковец је насељено место у саставу града Свети Иван Зелина у Загребачкој жупанији, Хрватска. До територијалне реорганизације у Хрватској налазио се у саставу бивше велике општине Свети Иван Зелина.

## Становништво
На попису становништва 2011. године, Блашковец је имао 577 становника.

## Попис1991.
На попису становништва 1991. године, насељено место Блашковец је имало 590 становника, следећег националног састава:
| Попис 1991.‍  | Попис 1991.‍  | Попис 1991.‍ | Попис 1991.‍ | Попис 1991.‍ |
| ------------ | ------------ | ----------- | ----------- | ----------- |
|              |              |             |             |             |
| Хрвати       | Хрвати       |             | 574         | 97,28%      |
| Италијани    | Италијани    |             | 3           | 0,50%       |
| Муслимани    | Муслимани    |             | 3           | 0,50%       |
| Срби         | Срби         |             | 3           | 0,50%       |
| Бугари       | Бугари       |             | 1           | 0,16%       |
| Роми         | Роми         |             | 1           | 0,16%       |
| Словенци     | Словенци     |             | 1           | 0,16%       |
| неопредељени | неопредељени |             | 2           | 0,33%       |
| непознато    | непознато    |             | 2           | 0,33%       |
| укупно: 590  |              |             |             |             |